# Cantó de Sainte-Anne-2
El cantó de Sainte-Anne-2 és una divisió administrativa francesa situat al departament de Guadalupe a la regió de Guadalupe.

## Composició
El cantó comprèn part de la comuna de Sainte Anne.

## Administració
| Període                                   | Identitat          | Partit        | Qualitat |
| ----------------------------------------- | ------------------ | ------------- | -------- |
| 2005-2008                                 | Christian Baptiste |               |          |
| 2008-                                     | Aurélien Abaille   | Divers gauche |          |
| Les dades anteriors no són pas conegudess |                    |               |          |